# La Bâtie-Neuve
La Bâtie-Neuve is een gemeente in het Franse departement Hautes-Alpes (regio Provence-Alpes-Côte d'Azur). De plaats maakt deel uit van het arrondissement Gap. La Bâtie-Neuve telde op 1 januari 2022 2.611 inwoners.

## Geschiedenis
De eerste nederzetting in de gemeente lag rond de kapel Saint-Pancrace ten noordoosten van het huidige centrum. In de eerste helft van de 13e eeuw of mogelijk vroeger liet de bisschop van Gap twee donjons bouwen in de buurt. Rond deze donjons ontstonden twee nederzettingen. De bevolking van Saint-Pancrace zocht bescherming rond de torens. Door een geschil met de Dauphiné moest de bisschop van Gap de donjon van Tournefort laten afbreken. De bevolking concentreerde zich hierna rond de donjon van La Bâtie-Neuve. De nederzetting werd na een tijd beschermd met een omwalling. De kapel Saint-Pancrace (en de huidige kapel die haar verving in de 16e eeuw) bleef de parochiekerk van La Bâtie-Neuve tot 1709. Pas toen kwam er met de Notre-Dame de Consolation een parochiekerk in het stadscentrum zelf.
In de 15e eeuw werd de donjon van La Bâtie-Neuve uitgebouwd tot een kasteel met vier hoektorens. Tijdens de Hugenotenoorlogen werd het kasteel belegerd en daarna, in 1577, afgebroken door een protestants leger. In de volgende decennia werd het kasteel heropgebouwd. Maar het viel in 1692 ten prooi aan vernielingen door het leger van Victor Amadeus II, hertog van Savoye, en in 1737 aan een brand die een groot deel van de stad vernielde. Het kasteel verviel daarna geleidelijk in ruïne en werd grotendeels afgebroken.
In 1883 werd het treinstation geopend, aanvankelijk op de lijn Gap-Embrun. Het jaar erop werd de lijn verlengd naar Veynes-Briançon bij. Het station kreeg de naam Bâtie-Neuve-Le Laus omdat het ook het mariaal bedevaartsoord Notre-Dame du Laus bediende. Het station werd gesloten in 1970. In 1989 werd de N94 aangepast zodat die met een boog ten zuiden van het stadscentrum loopt om doorgaand verkeer uit het centrum te weren.

## Geografie
De oppervlakte van La Bâtie-Neuve bedroeg op 1 januari 2022 27,99 vierkante kilometer; de bevolkingsdichtheid was toen 93,3 inwoners per km².
De onderstaande kaart toont de ligging van La Bâtie-Neuve met de belangrijkste infrastructuur en aangrenzende gemeenten.

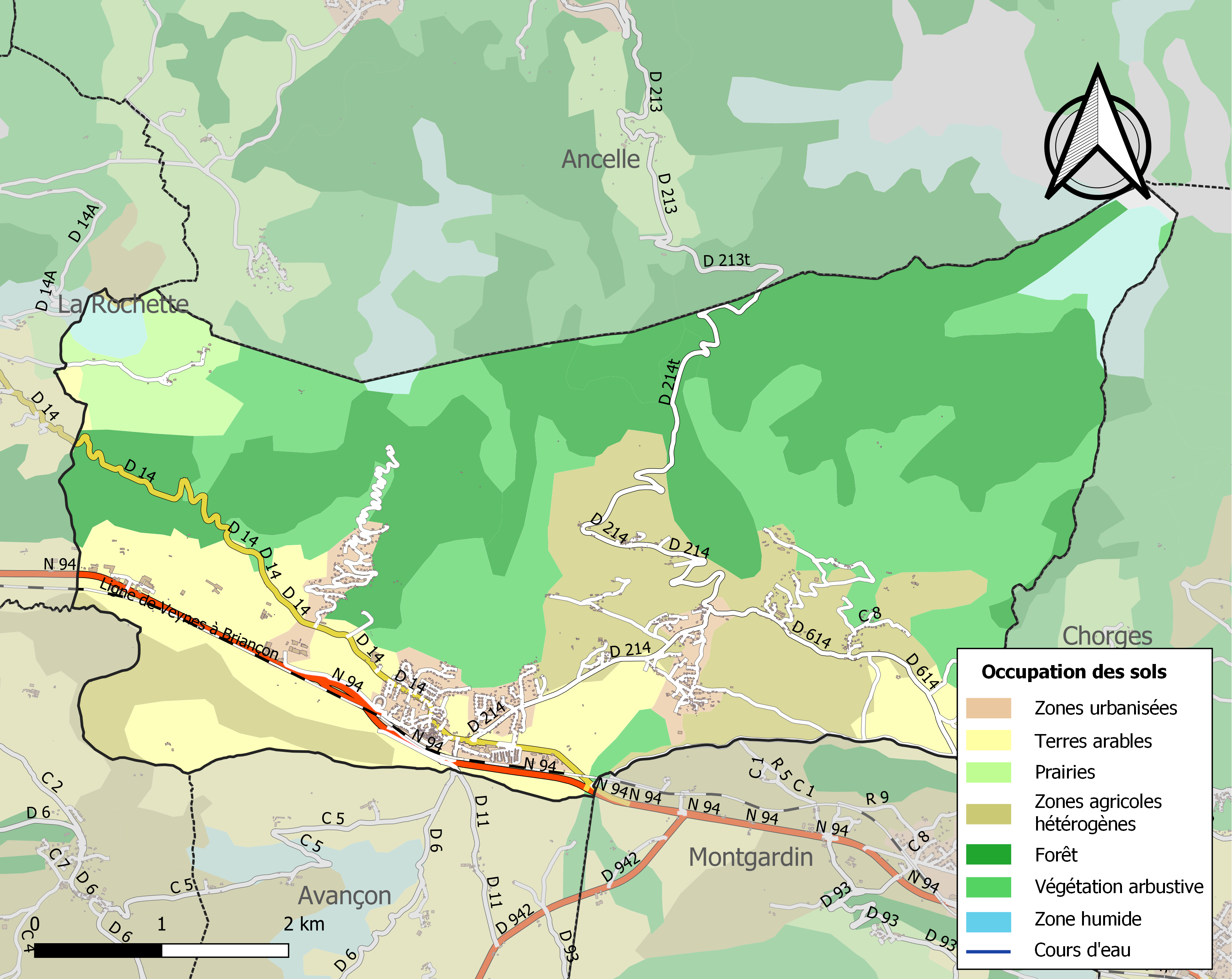

## Demografie
Onderstaande figuur toont het verloop van het inwonertal (bron: INSEE-tellingen).
Vanwege een beveiligingsprobleem met de MediaWiki Graph-software is het momenteel niet mogelijk deze grafiek weer te geven. Zodra de software is bijgewerkt zal de grafiek vanzelf weer zichtbaar worden.

## Economie
In de gemeente is nog veel landbouw, vooral veeteelt (schapen en runderen). De gemeente telt drie bedrijventerreinen. Er is ook toerisme, door de nabijheid van het stuwmeer van Serre-Ponçon en de skigebieden van Ancelle en Réallon.

## Afbeeldingen

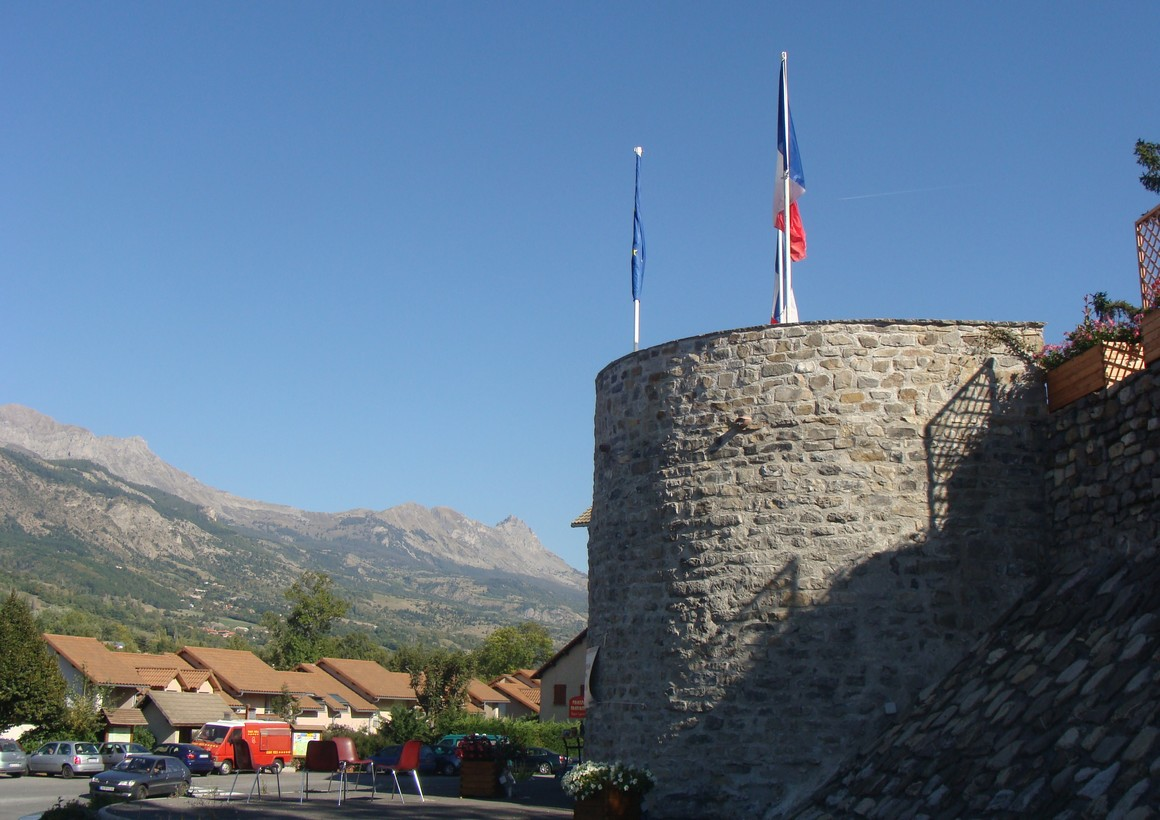
Ruïne van het kasteel
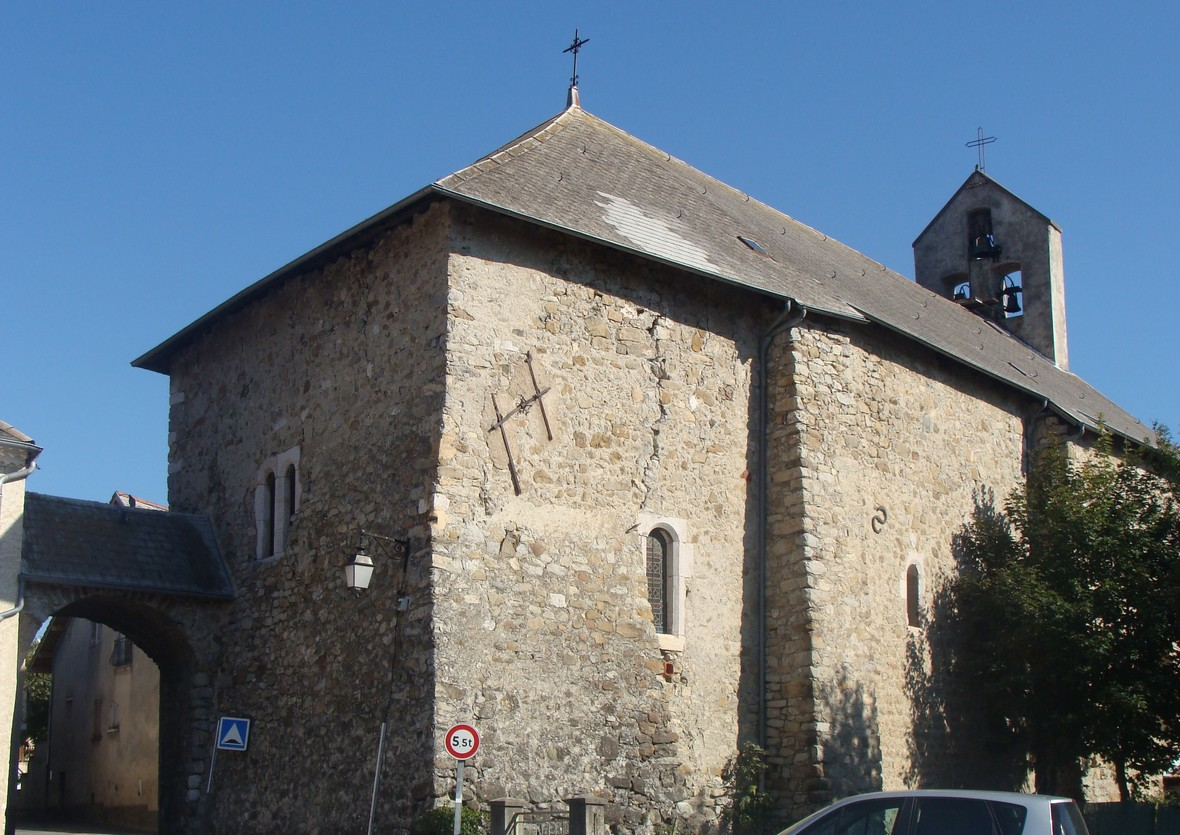
Kerk Notre-Dame de Consolation
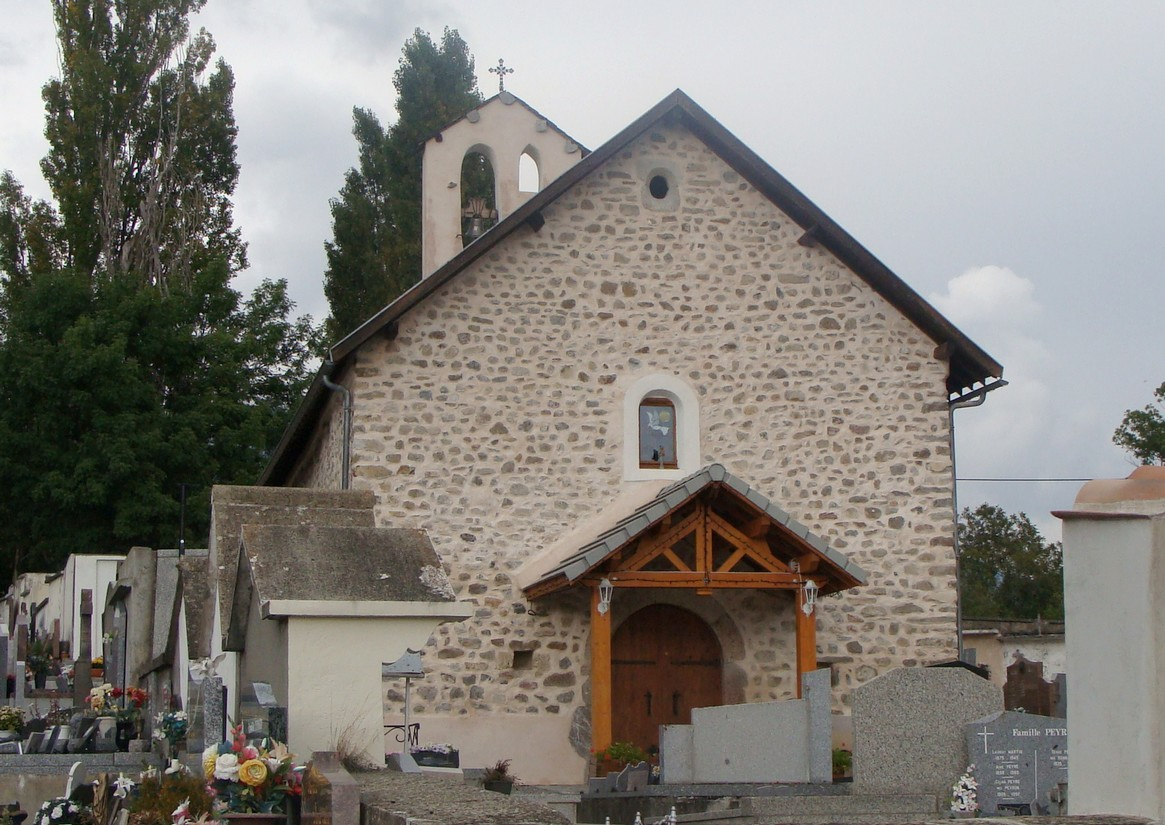
Kapel Saint-Pancrace
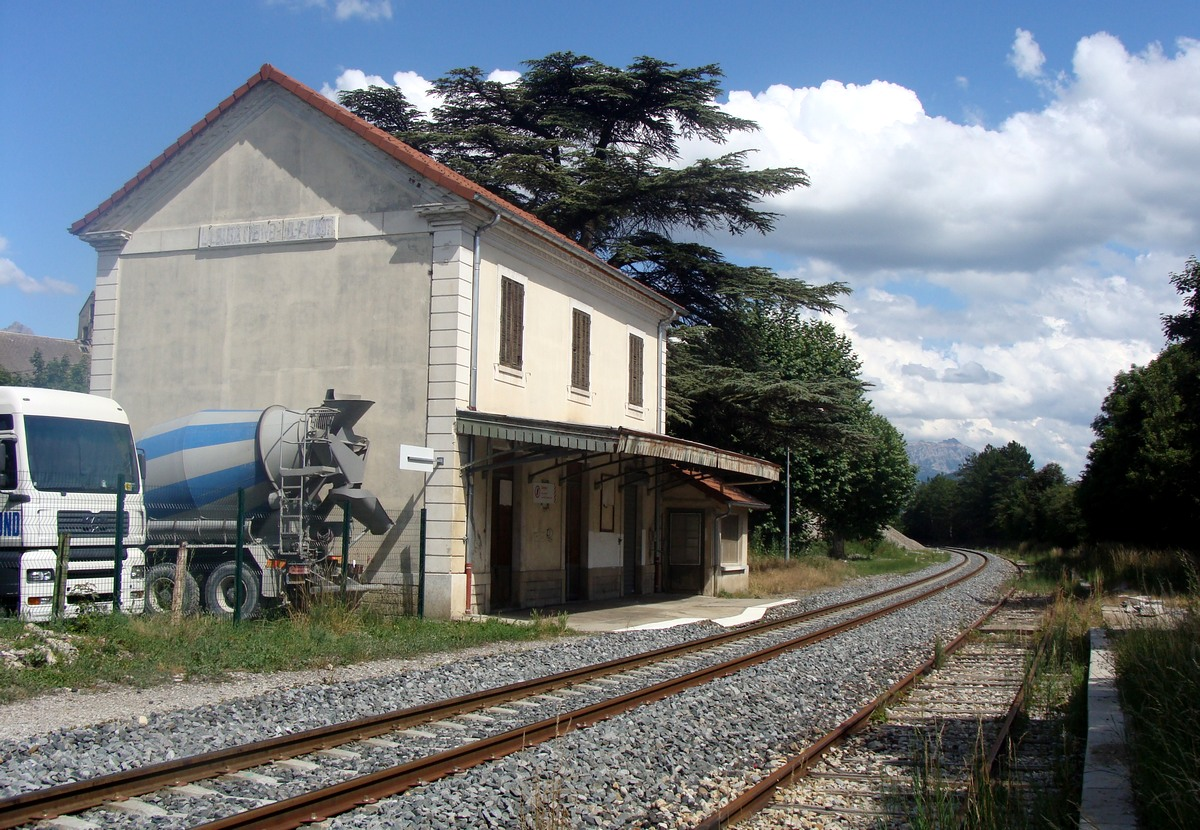
Voormalig station Bâtie-Neuve-Le Laus